# William Jackson Harper
William Fitzgerald Harper (Dallas, 8 de fevereiro de 1980), conhecido profissionalmente como William Jackson Harper, é um ator e dramaturgo americano. Ele é mais conhecido por seu papel como Chidi Anagonye na comédia da NBC, The Good Place (2016–2020), pela qual foi indicado ao Primetime Emmy Award de Melhor Ator Secundário numa Série de Comédia.

## Vida pessoal
William Fitzgerald Harper nasceu em 8 de fevereiro de 1980, em Dallas, Texas. Ele se formou no College of Santa Fe em 2003. Harper escolheu o nome artístico "William Jackson Harper" ao se registrar na Actors' Equity Association; a maioria das permutações de "William Harper" já estava em uso, e ele achou que "Fitzgerald" era muito longo. Ele então decidiu homenagear sua mãe usando seu nome de solteira, "Jackson", como seu nome do meio artístico.

## Carreira
Harper fez sua estreia nos palcos de NY na produção de 2006 da Vital Theatre Company de Full Bloom, uma peça sobre adolescentes chegando a um acordo com sua sexualidade. Em 2008, ele se apresentou na produção do Manhattan Theatre Club da peça de Lynn Nottage, Ruined, que ganhou o Pulitzer Prize for Drama de 2009. De 2009 a 2011, ele interpretou Danny Rebus na série da PBS, The Electric Company. Em 2010, ele apareceu na produção da unidade móvel do The Public Theater em Measure for Measure, de Shakespeare, e em 2011, retornou para Titus Andronicus, desta vez no Anspacher Theatre. Ele estrelou como Marty Boy na estreia de The Total Bent, um musical composto por Stew e Heidi Rodewald, que estreou no The Public Theatre em 2012. O show foi posteriormente reformulado em torno de Ato Blankson-Wood. Harper fez sua estreia na Broadway em 2014, escalado como James Harrison e Stokely Carmichael em All the Way. Ele e Carrie Coon coestrelaram em 2015 a peça de Melissa James Gibson, Placebo, no Playwrights Horizon Theatre.
Em 2016, Harper foi escalado para a comédia da NBC, The Good Place. Antes de conseguir o papel de Chidi Anagonye, ele considerou parar de atuar. Harper não aprendeu sobre a premissa real da série até depois que ele foi escalado. Seu desempenho recebeu elogios da crítica. Em 2017, entre as filmagens da primeira e da segunda temporada do programa, ele teve um papel de liderança em After the Blast, de Zoe Kazan, no Claire Tow Theatre do Lincoln Center.
Em 2018, a peça de Harper, Travisville, teve sua estreia mundial no Ensemble Studio Theatre. Em entrevista à Bloomberg News, ele revelou que a peça foi inspirada no deslocamento de uma comunidade negra pobre que estava situada perto do terreno da Feira Estadual do Texas em Dallas. No mesmo ano, ele apareceu no filme de ficção científica They Remain.
Em 2019, ele estrelou dois filmes aclamados pela crítica, interpretando Josh no filme Midsommar e James Ross em Dark Waters. Também naquele ano, ele dublou John Mercer Langston na primeira temporada do podcast da Airship, 1865, que detalha as semanas imediatamente após o assassinato do presidente dos EUA, Abraham Lincoln.
Foi anunciado em abril de 2020 que ele narraria a série de audiolivros da Marvel, Black Panther: Sins of the King, e em novembro de 2020, que ele estrelaria a segunda temporada da série antológica da HBO Max, Love Life.

## Filmografia

### Cinema
| Ano  | Título               | Papel                  | Notas          |
| ---- | -------------------- | ---------------------- | -------------- |
| 2010 | All Good Things      | Assistente de Moynihan |                |
| 2012 | That's What She Said | Harry                  |                |
| 2015 | True Story           | Zak Rausch             |                |
| 2016 | Paterson             | Everett                |                |
| 2018 | They Remain          | Keith                  |                |
| 2019 | Lost Holiday         | Mark                   |                |
| 2019 | Midsommar            | Josh                   |                |
| 2019 | Dark Waters          | James Ross             |                |
| 2020 | David                | David                  | Curta-metragem |
| 2020 | The Man in the Woods | Buster Heath           |                |
| 2021 | We Broke Up          | Doug                   |                |

### Televisão
| Ano       | Título                       | Papel                                                  | Notas                                                |
| --------- | ---------------------------- | ------------------------------------------------------ | ---------------------------------------------------- |
| 2007      | Law & Order: Criminal Intent | Chayne Danforth                                        | Episódio: "Self-made"                                |
| 2009      | Great Performances           | Melville                                               | Episódio: "Harlem in Montmartre: A Paris Jazz Story" |
| 2009      | Mercy                        | David Green                                            | Episódio: "I Believe You Conrad"                     |
| 2009–2011 | The Electric Company         | Danny Rebus                                            | 52 episódios                                         |
| 2010      | Law & Order                  | Oficial Derek Waldron                                  | Episódio: "Boy on Fire"                              |
| 2011      | 30 Rock                      | Rioter                                                 | Episódio: "Plan B"                                   |
| 2013      | Unforgettable                | Andry Fotre (ou Arnold)                                | Episódio: "Incognito"                                |
| 2014      | High Maintenance             | Andrew                                                 | Episódio: "Geiger"                                   |
| 2015      | Person of Interest           | Strobel                                                | Episódio: "Control-Alt-Delete (Person of Interest)"  |
| 2015      | The Blacklist                | Segurança                                              | Episódio: "Tom Connolly (No. 11)"                    |
| 2016–2020 | The Good Place               | Chidi Anagonye                                         | Elenco principal — 53 episódios                      |
| 2016      | Deadbeat                     | Adam                                                   | Episódio: "Death List Three"                         |
| 2017      | The Breaks                   | Stephen Jenkins                                        | 3 episódios                                          |
| 2019      | Jack Ryan                    | Xander                                                 | 2 episódios                                          |
| 2020–2021 | American Dad!                | Repórter da TV, Caixa Geral da Loja, Nathaniel (vozes) | 3 episódios                                          |
| 2021      | The Underground Railroad     | Royal                                                  | 4 episódios                                          |
| 2021      | Inside Job                   | Bryan Jacobsen / Bryan Bot (voz)                       | Episódio: "Sex Machina"                              |
| 2021      | Love Life                    | Marcus Watkins                                         | Elenco principal (season 2)                          |
| 2021      | Dogs in Space                | Loaf (voz)                                             | 9 episódios                                          |
| 2021      | Death to 2021                | Zero Fournine                                          | Especial televisivo                                  |

## Teatro
Harper também apareceu em produções teatrais de Ruined e An Octoroon.

## Prêmios e indicações
| Ano  | Prêmio                           | Categoria                                                                       | Trabalho nomeado | Resultado | Ref.   |
| ---- | -------------------------------- | ------------------------------------------------------------------------------- | ---------------- | --------- | ------ |
| 2018 | Critics' Choice Television Award | Critics' Choice Television Award de Melhor Ator Coadjuvante em Série de Comédia | The Good Place   | Indicado  | [ 39 ] |
| 2019 | Critics' Choice Television Award | Critics' Choice Television Award de Melhor Ator Coadjuvante em Série de Comédia | The Good Place   | Indicado  | [ 40 ] |
| 2020 | Primetime Emmy Awards            | Melhor Ator Secundário numa Série de Comédia                                    | The Good Place   | Indicado  | [ 41 ] |